# شهرام برات‌پوری
شهرام براتپوری یک بازیکن فوتبال اهل ایران است.
دکتر جوانان نفت اهواز سال ۱۴۰۱